# Frida Gold
Frida Gold è un gruppo musicale tedesco fondato nel 2007 e composto da Alina Süggeler, Andreas "Andi" Weizel, Julian Cassel e Thomas "Tommi" Holtgreve.
Hanno rappresentato la Renania Settentrionale-Vestfalia al Bundesvision Song Contest 2011 con il brano Unsere Liebe ist aus Gold, classificandosi al settimo posto.

## Storia
I componenti dei Frida Gold sono originari di Hattingen e Bochum. Prima della formazione del gruppo, la cantante Alina Süggeler e il chitarrista Julian Cassel hanno formato una loro band durante il periodo di studi al Ginnasio Holthausen di Hattingen. Nel 2005, insieme al batterista Tommi Holtgreve, hanno formato il gruppo msucicale Linarockt e hanno partecipato al concorso per artisti emergenti Emergenza. Nel 2007, il gruppo ha cambiato nome da Linarockt a Frida Gold e ha modificato il suo stile rock passando ad una stile indie pop più ricercato.
Nel 2008, il grupposi è esibito al festival Popakademie di Mannheim e, inoltre, si sono esibiti come gruppo d'apertura per i Mando Diao durante il Beck's Gold Ruhrnacht. Dopo trattative con varie case discografiche, il gruppo ha firmato un contratto con la Warner Music Group. L'anno successivo sono stati gruppo d'apertura per il cantante tedesco Bosse, con il quale hanno collaborato anche al loro singolo Sommer lang.
Nel 2010 i Frida Gold hanno pubblicato il loro singolo di debutto Zeig mir wie du tanzt, che è riuscita a scalare le classifiche tedesche ed austriache verso la fine dell'anno. Nello stesso anno ha iniziato ad esibirsi dal vivo a vari programmi televisivi come MTV Campus Invasion e Bochum Total, oltre a promuovere il loro singolo attraverso una mini tournée composta da cinque tappe nelle principali città della Germania.
Nel 2011 sono stati il gruppo d'apertura delle tappe in Germania dell'Aphrodite - Les Folies Tour della cantante australiana Kylie Minogue. Nello stesso anno i Frida Gold hanno pubblicato il loro album di debutto Juwel, pubblicato il 15 aprile 2011. L'album raggiunge la 14ª posizione della classifica tedesca e viene certificato disco d'oro. L'emittente tedesca ProSieben li ha selezionati come rappresentanti dello stato federato di Renania Settentrionale-Vestfalia al Bundesvision Song Contest 2011, con il brano Unsere Liebe ist aus Gold. All'evento dal vivo a Colonia nel settembre 2011, il gruppo si è classificato al settimo posto nella classifica finale.
Nel 2013 hanno pubblicato il secondo album Liebe ist meine Rebellion, che era stato anticipato dal singolo omonimo che è stato presentato durante gli Echo Awards 2013, dove ha raggiunto la 4ª posizione nella classifica tedesca dei singoli. L'album ha raggiunto la vetta della classifica tedesca e viene certificato disco d'oro.
Nel 2015, durante la presentazione del terzo album, è stato annunciato che Julian Cassel e Tommi Holtgreve avrebbero continuato a far parte della formazione esclusivamente solo per il concerto dal vivo, mentre Alina Süggeler e Andi Weizel avrebbero continuato ad esibirsi come Frida Gold.
Dopo un periodo di pausa di quasi quattro anni, i Frida Gold hanno firmato un contratto discografico con la Polydor Records con cui hanno pubblicato il singolo Wieder geht was zu Ende, in collaborazione con il rapper tedesco Samy Deluxe. Nel maggio 2020 è stato pubblicato il singolo Halleluja, singolo che ha anticipato il quarto album Wach. Tuttavia, con l'aggravarsi della pandemia di COVID-19, l'uscita è stata posticipata all'autunno 2022.
Il 27 gennaio 2023 i Frida Gold sono stati confermata fra i nove partecipanti a Unser Lied für Liverpool, il processo di selezione del rappresentante tedesco all'Eurovision Song Contest 2023 con il brano Alle Frauen in mir sind müde. Tuttavia, il successivo 3 marzo, il gruppo ha annunciato il suo ritiro dalla competizione per motivi di salute che li avevano già impedito di prendere parte alle prove generali.

## Formazione
Attuale
- Alina Süggeler – voce (2007-)
- Andreas "Andi" Weizel – basso (2007-)

Turnisti
- Julian Cassel – chitarra (2007-)
- Thomas "Tommi" Holtgreve – batteria (2007-)

## Discografia

### Album in studio
- 2011 – Juwel
- 2013 – Liebe ist meine Religion
- 2016 – Alina

### Album live
- 2013 – Liebe ist meine Religion Live + Akustisch

### Singoli
- 2010 – Zeig mir wie du tanzt
- 2010 – Verständlich sein
- 2011 – Nackt vor deiner Tür
- 2011 – Wovon sollen wir träumen
- 2011 – Komm zu mir nach Haus
- 2011 – Unsere Liebe ist aus Gold
- 2013 – Liebe ist meine Rebellion
- 2016 – Wir sind zuhaus
- 2019 – Wach
- 2019 – Verletzbar
- 2019 – Wieder geht was zu Ende (feat. Samy Deluxe)
- 2020 – Wovon sollen wir träumen
- 2020 – Halleluja
- 2020 – Driving Home for Christmas
- 2021 – Liebes-Lied
- 2022 – Ich habe keine Angst davor, dass die Welt sich weiterdreht
- 2022 – Was ist Weihnachten für dich
- 2023 – Alle Frauen in mir sind müde (Solo o feat. Afra Rubino)

#### Come featuring
- 2009 – Sommer lang (con Bosse)

## Tournée
- 2010 – Zeig mir wie du tanzt Club Tour
- 2011 – Juwel Tour
- 2014 – Liebe ist meine Rebellion Tour
- 2016 – Wir Sind Zuhaus Tour
- 2017 – Zurück zu mir Tour